# Christian Rodrigo Zurita
Christian Rodrigo Zurita (né le 24 juillet 1979 à Salta) est un footballeur argentin, milieu de terrain.

## Biographie
Zurita commence sa carrière au sein du club local, le Gimnasia y Tiro de Salta dans la Primera División d'Argentine en 1997. À la fin de la saison 1997-1998, le club est relégué en deuxième division. Zurita reste cependant fidèle à son club.
Mais le Tiro de Gimnasia ne réussit pas à revenir en première division. Zurita part alors en 1999 à San Lorenzo.
En 2003, Zurita est transféré au CA Independiente, et deux saisons plus tard il rejoint le CA Colón De Santa Fe. 
Lors de l'été 2006 il rejoint le club de Gaziantepspor en Turquie.

## Palmarès
- Champion d'Argentine (Tournoi d'Ouverture) en 2001 avec San Lorenzo
- Vainqueur de la Copa Mercosur en 2001 avec San Lorenzo
- Vainqueur de la Copa Sudamericana en 2002 avec San Lorenzo